# Trirhithrum scintillans
Trirhithrum scintillans är en tvåvingeart som beskrevs av Munro 1934. Trirhithrum scintillans ingår i släktet Trirhithrum och familjen borrflugor.
Artens utbredningsområde är Kongo. Inga underarter finns listade i Catalogue of Life.